# جيمس فورستال
جيمس فنسنت فورستال (بالإنجليزية: James Forrestal)‏ (15 فبراير 1892 - 22 مايو 1949) هو عسكريأمريكي كان آخر وزير على مستوى مجلس الوزراء الأميركي للبحرية وأول وزير للدفاع في الولايات المتحدة.
وكان فورستال مؤيدا لمجموعات القتال المرتكزة على حاملات الطائرات. في عام 1954، تم تسمية أول حاملة عملاقة في العالم عليه، كما سمي عليه مبنى جيمس فورستال، الذي يضم مقر وزارة الطاقة الأمريكية. كما أنه يحمل الاسم نفسه لسلسلة محاضرات فورستال في أكاديمية الولايات المتحدة البحرية، التي تجمع قادة عسكريين ومدنيين بارزين للتحدث إلى لواء رجال السفن، وكذلك حرم جيمس فورستال في جامعة برينستون في بلدة بلاينسبورو بولاية نيو جيرسي.

## التعليم
تعلم في دارتموث، وجامعة برنستون.

## روابط خارجية
- جيمس فورستال على موقع الموسوعة البريطانية (الإنجليزية)
- جيمس فورستال على موقع مونزينجر (الألمانية)
- جيمس فورستال على موقع إن إن دي بي (الإنجليزية)